# Муслин

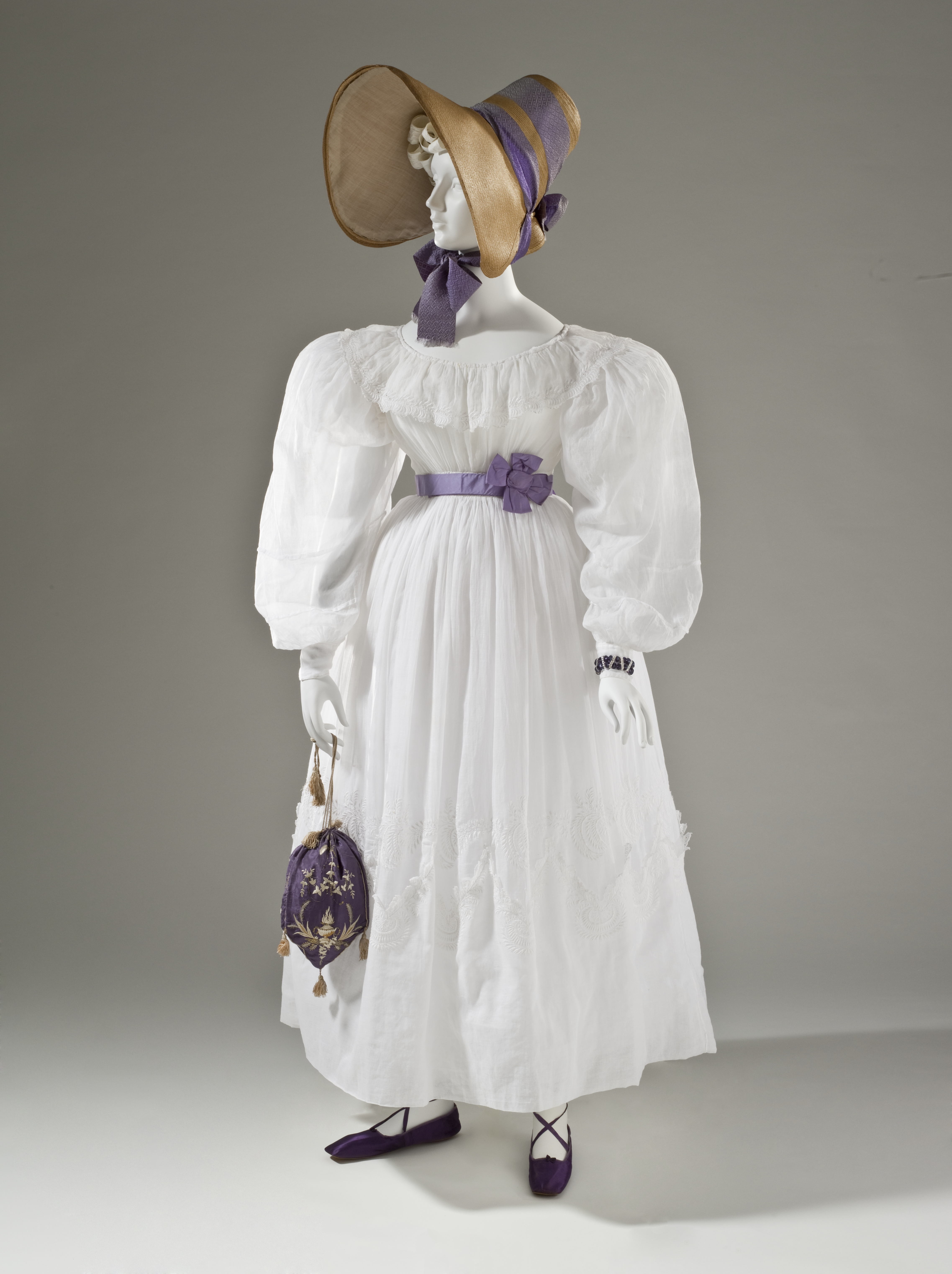
Женское платье из муслина. 1830-е годы

Мусли́н (фр. mousseline — «кисея», от фр. Mossoul — Мосул, древнейший центр текстильного производства на Ближнем Востоке) — очень тонкая ткань полотняного переплетения преимущественно из хлопка, а также шерсти, шёлка или льна. Муслин появился в Европе в конце XVIII века и преимущественно использовался для пошива дамских платьев с небольшими перерывами вплоть до 1910-х годов. В отличие от Европы, в России «кисея» и «муслин» — разные понятия.
Муслин вырабатывается из миткаля, который подвергают белению и так называемой мягкой отделке с минимальным содержанием аппрета в ткани. Муслин по строению сходен с мадаполамом, но значительно превосходит его в мягкости. Часто использовался для платьев, пеньюаров и штор. Миткаль хорошо дышит, благодаря чему подходит для жаркого и сухого климата.
Муслин обладал разнообразием сортов. Тарлатан, зефир, нансук и муслин-де-лен встречаются в произведениях русской литературы XIX—XX веков. Муслин дорейя из Восточной Индии выпускался с отделкой в полоску, муслин мадрас из Мадраса — с текстильным орнаментом в клетку, швейцарский муслин — в горошек. Помимо платьев и блузок из муслина шили бельё, галстуки и косынки.